# Silvano Fontolan
Silvano Fontolan (Garbagnate Milanese, 24 febbraio 1955) è un allenatore di calcio ed ex calciatore italiano, di ruolo stopper.

## Biografia
Anche suo fratello minore Davide, nato a undici anni esatti di distanza, il 24 febbraio 1966, è stato un calciatore.
Ha pubblicato un libro, l'Agenda annuale di allenamento, vademecum per allenatori e sportivi in genere.

## Carriera

### Giocatore
Inizia la carriera nel Como di Beniamino Cancian, che nel 1975 ritorna dopo oltre un ventennio in Serie A. Gioca otto campionati sulle rive del lago tra il 1974 ed il 1983, con una breve parentesi nerazzurra a Milano nel 1978-1979 (13 gare). A Como somma 248 gare, tra Serie A e Serie B, realizzando anche 7 gol (3 in massima serie e 4 nel secondo livello). Dei 3 gol segnati in Serie A, 2 li inflisse alla Juventus, cui però donò anche un'autorete. All'inizio degli anni ottanta fu anche capitano dei lariani.
Terminata la lunga parentesi lombarda, passa al Verona di Osvaldo Bagnoli nell'estate 1983 e con gli scaligeri vince lo scudetto nella stagione 1984-1985, l'unico finora ottenuto dai veneti. In gialloblu resta per cinque stagioni, tutte nella massima serie, sommando 145 presenze e 4 gol, e una squalifica per doping in Coppa, nel marzo 1988. Nell'estate del 1988, trentatreenne, passa all'Ascoli di Ilario Castagner, che nel prosieguo della stagione cederà il posto a Bersellini, per disputare la sua ultima stagione agonistica: 32 gare giocate dall'inizio alla fine, en plein frenato da due giornate di squalifica sommate nel corso del campionato.
Con l'Ascoli ottiene la salvezza nella stagione 1988-1989. Nel giugno del 1989 si ritira a 34 anni e dopo quattordici stagioni tra i professionisti, 277 presenze e 7 reti in Serie A e 159 presenze e 4 reti in Serie B.

### Allenatore
Come allenatore, è stato alla guida del Seregno, nel girone B di Eccellenza, prima di essere sostituito da Roberto Scarnecchia. In seguito si è seduto sulla panchina della Caratese. Dal 21 gennaio 2009 è sulla panchina della Folgore Verano, nel girone B di Eccellenza.
Il 29 giugno 2012 è stato richiamato come supervisore del settore giovanile del Como, affiancato dal suo ex compagno di squadra Roberto Galia. Nel gennaio 2013 assume fino al termine della stagione anche la guida della formazione Berretti, in sostituzione di Giovanni Colella.
A partire dal 1 luglio 2019 ricopre il ruolo di direttore tecnico presso la Valbasca Lipomo.

## Statistiche

### Presenze e reti nei club
| Stagione        | Squadra         | Campionato      | Campionato | Campionato |
| Stagione        | Squadra         | Comp            | Pres       | Reti       |
| --------------- | --------------- | --------------- | ---------- | ---------- |
| 1974-1975       | Como            | B               | 37         | 0          |
| 1975-1976       | Como            | A               | 30         | 2          |
| 1976-1977       | Como            | B               | 31         | 1          |
| 1977-1978       | Como            | B               | 17         | 0          |
| 1978-1979       | Inter           | A               | 13         | 0          |
| 1979-1980       | Como            | B               | 38         | 2          |
| 1980-1981       | Como            | A               | 30         | 0          |
| 1981-1982       | Como            | A               | 29         | 1          |
| 1982-1983       | Como            | B               | 36         | 1          |
| Totale Como     | Totale Como     | Totale Como     | 248        | 7          |
| 1983-1984       | Verona          | A               | 29         | 0          |
| 1984-1985       | Verona          | A               | 28         | 1          |
| 1985-1986       | Verona          | A               | 28         | 0          |
| 1986-1987       | Verona          | A               | 29         | 2          |
| 1987-1988       | Verona          | A               | 29         | 1          |
| Totale Verona   | Totale Verona   | Totale Verona   | 143        | 4          |
| 1988-1989       | Ascoli          | A               | 32         | 0          |
| Totale carriera | Totale carriera | Totale carriera | 436        | 11         |

## Palmarès

### Giocatore

#### Competizioni nazionali
- Serie B: 1

Como: 1979-1980
- Campionato italiano: 1

Hellas Verona: 1984-1985